# Liste der Monuments historiques in Germiny
Die Liste der Monuments historiques in Germiny führt die Monuments historiques in der französischen Gemeinde Germiny auf.

## Liste der Objekte
| Bezeichnung                      | Beschreibung                                                                  | Standort                      | Kennzeichnung | Schutzstatus | Datum | Bild |
| -------------------------------- | ----------------------------------------------------------------------------- | ----------------------------- | ------------- | ------------ | ----- | ---- |
| Tabernakel                       | am Hauptaltar; Eichenholz, vergoldet, um 1720; möglicherweise von Jean Bailly | in der Kirche St-Epvre (Lage) | PM54000271    | Classé       | 1984  |      |
| Skulptur eines heiligen Bischofs | Stein, farbig gefasst, Mitte des 16. Jahrhunderts                             | in der Kirche St-Epvre (Lage) | PM54000270    | Classé       | 1965  |      |